# Sayonara Hitori
Sayonara Hitori (яп. さよならひとり, англ. Solitary Goodbye) – первый японский (второй в общем) мини-альбом южнокорейского певца Тхэмина. Был выпущен 27 июля 2016 года лейблом EMI Records при поддержке Universal Music Japan.

## Предпосылки и релиз
26 февраля 2016 года, через дня после выпуска первого студийного альбома Press It, Тхэмин выпускает свой первый сингл на японском – «Press Your Number» (японская версия оригинального корейского сингла). 23 июня был анонсирован его японский дебют, также было сообщено о выпуске мини-альбома Sayonara Hitori; шоукейс состоялся 18 июля, в день его 23-летия. 5 июля был выпущен видеоклип «さよならひとり(Sayonara Hitori)». Альбом был выпущен 27 июля на цифровых и физических носителях.
Утром 28 июля стало известно, что в первый день продажи альбома составили 38 490 копий, что позволило ему дебютировать в топ-3 ежедневного альбомного чарта Oricon. 3 августа была выпущена корейская версия альбома.

## Трек-лист
Все данные взяты с официального сайта.
| №                   | Название                                                                                   | Длительность |
| ------------------- | ------------------------------------------------------------------------------------------ | ------------ |
| 1.                  | «Sayonara Hitori (Solitary Goodbye)» (さよならひとり)                                      | 3:30         |
| 2.                  | «Press Your Number (Японская версия)»                                                      | 3:47         |
| 3.                  | «Tiger»                                                                                    | 3:56         |
| 4.                  | «Final Dragon»                                                                             | 4:39         |
| 5.                  | «Sekaide Ichiban Aishitahito (The Person I Loved Most in This World)» (世界で一番愛した人) | 4:13         |
| Общая длительность: | Общая длительность:                                                                        | 19:25        |

| №  | Название                                           | Длительность |
| -- | -------------------------------------------------- | ------------ |
| 1. | «Sayonara Hitori (Music Video)»                    | 3:41         |
| 2. | «Press Your Number (Music Video)» (Korean Version) | 3:42         |
| 3. | «Inside of Sayonara Hitori»                        | 17:38        |

| №  | Название                                                                                   | Длительность |
| -- | ------------------------------------------------------------------------------------------ | ------------ |
| 1. | «Goodbye (Sayonara Hitori)» (さよならひとり)                                               | 3:30         |
| 2. | «Sayonara Hitori (Solitary Goodbye)» (さよならひとり)                                      | 3:30         |
| 3. | «Press Your Number (Японская версия)»                                                      | 3:47         |
| 4. | «Tiger»                                                                                    | 3:56         |
| 5. | «Final Dragon»                                                                             | 4:39         |
| 6. | «Sekaide Ichiban Aishitahito (The Person I Loved Most in This World)» (世界で一番愛した人) | 4:13         |

## Чарты
| Страна | Чарт                               | Пиковая позиция |
| ------ | ---------------------------------- | --------------- |
| Япония | Ежедневный альбомный чарт Oricon   | 3               |
| Япония | Еженедельный альбомный чарт Oricon | 3               |
| Япония | Ежемесячный альбомный чарт Oricon  | 12              |

## Продажи и сертификации
| Чарт                | Количество |
| ------------------- | ---------- |
| Oricon Albums Chart | 45,509+    |
| Billboard Japan     | 52,000+    |

## История релиза
| Страна      | Дата                | Формат                | Лейбл              |
| ----------- | ------------------- | --------------------- | ------------------ |
| Япония      | 27 июля 2016 года   | CD, цифровая загрузка | EMI Records        |
| Южная Корея | 3 августа 2016 года | CD, цифровая загрузка | S.M. Entertainment |